# 파스콸레 마초키
파스콸레 마초키(이탈리아어: Pasquale Mazzocchi, 1995년 7월 27일 ~ )는 이탈리아의 축구 선수이다. 그의 포지션은 오른쪽 풀백으로, 현재 세리에 A의 나폴리에서 활약하고 있다.

## 클럽 경력
2014년 8월 31일, 마초키는 프로 피아첸차에서 그로세토와의 경기에서 세리에 C 데뷔전을 치렀다.
2018년 7월 9일, 그는 세리에 B의 페루자와 4년 계약을 맺고 이적하였다.
2022년 1월 25일, 마초키는 베네치아의 리그 라이벌인 세리에 A의 살레르니타나로 특정 조건 충족 시 발동될 완전 영입 옵션과 함께 임대 이적하였다.

## 국가대표팀 경력
2022년 9월 17일, 로베르토 만치니 감독이 그를 잉글랜드와 헝가리와의 UEFA 네이션스리그 경기에 출전할 선수 명단에 이름을 올리면서 이탈리아 축구 국가대표팀에 처음으로 차출되었다. 그는 2-0으로 이긴 헝가리와의 경기에서 데뷔전을 치렀다.